# Mont de la Dives
Mont de la Dives (867 m n. m.) je neaktivní stratovulkán na ostrově Nový Amsterdam v jižní části Indického oceánu. Jedná se o nejvyšší bod ostrova i celého distriktu Ostrovy Svatý Pavel a Amsterdam (součást francouzského zámořského teritoria Francouzská jižní a antarktická území). Sopka i ostrov leží na riftovém systému, který odděluje antarktickou a australskou desku.
Masív vulkánu je tvořený převážně bazaltovými horninami. Vznikl ve dvou periodách, jejichž konec provázel vznik kalder, vzdálených od sebe asi 2 km. Doba poslední erupce není známa, ale velmi čerstvý vzorek lávových proudů ze severovýchodní stěny kráteru Dumas indikuje nízké stáří – sto až dvě stě let.